# 胡瑛 (雲南)

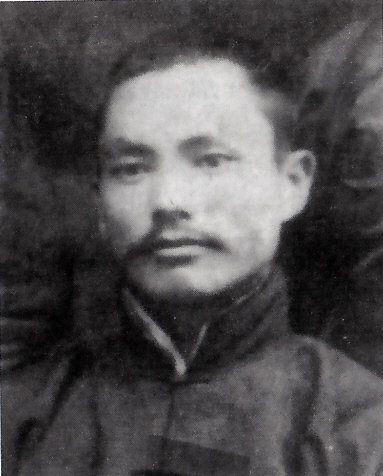

胡瑛（1889年10月1日—1961年4月3日），字蘊珊（一作蕴山），雲南省順寧府雲州人，中华民国滇军将领。

## 生平

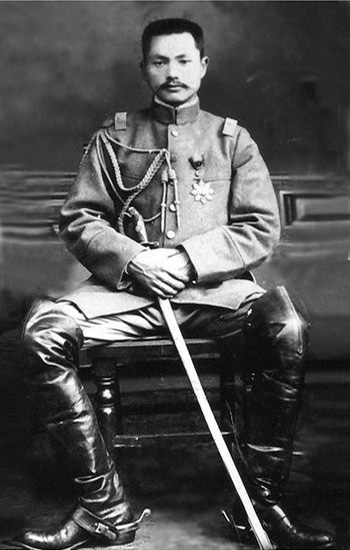

### 初期活動
胡瑛毕业于雲南優級師範学堂，后入雲南陸軍講武堂特别班。其间加入中国同盟会。1911年（宣統3年）10月昆明重九起義中，胡瑛参加革命派。

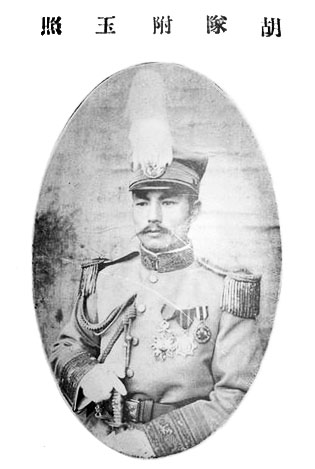
1926年6月8日摄于云南陆军讲武堂。胡瑛时任云南陆军将校队中将队附（唐继尧为上将总队长）。

1912年（民国元年）3月，随唐继尧入貴州，此後在黔軍中昇進。護国战争中立下军功，于1916年（民国5年）6月任黔軍第3混成旅旅長。此後，在黔軍王文華手下参加護法战争。1920年（民国9年），唐继尧、王文華任命其担任重慶衛戌司令。
同年，貴州发生民九事变，胡瑛不希望参加。1921年（民国10年），胡瑛参加孫文的“援桂”，被任命为援桂黔軍総司令。当時，他同新桂系的李宗仁、白崇禧加强了交流与合作。
1922年（民国11年），唐继尧重掌雲南大权之際，谷正倫向孫文进讒言，导致胡瑛被孫文猜疑。胡瑛乃回到雲南，并一度引退。其後，出任唐继尧手下的佽飛軍第4軍軍長兼雲南憲兵司令。

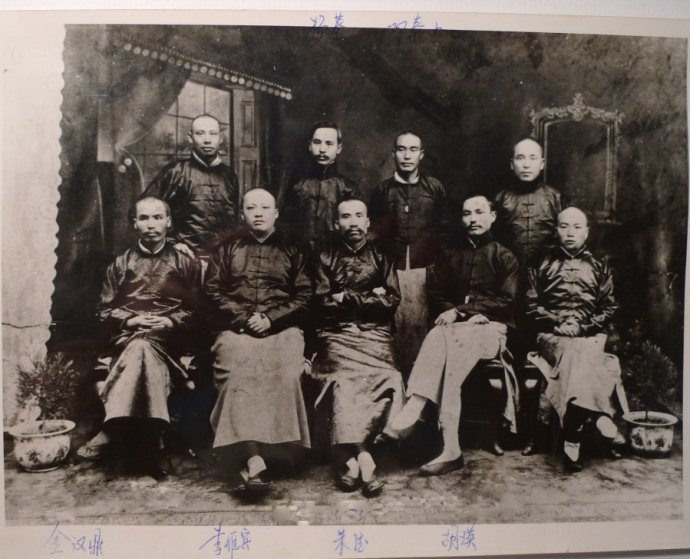
1921年朱德任云南警察厅长时与胡瑛及部分滇军将领合影。前排：左1金漢鼎 左2李雁宾 左3朱德 左4胡瑛。后排：左2杨蓁 左3邓泰中。

### 救出龙云

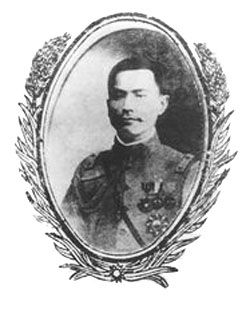

1927年（民国16年）2月，唐继尧因龙云、胡若愚、张汝骥、李选廷四位鎮守使发动兵变而下台。胡瑛被任命为雲南省務委員会候補委員。同年6月，胡若愚奇袭并捕获了龙云，雲南省内一片混乱。应龙云手下的盧漢邀请，胡瑛同意出任国民革命軍第38軍軍長。胡瑛逼近昆明迫使胡若愚释放了龙云，龙云重新上台。此後，胡瑛为了龙云而追击胡若愚軍，将其駆逐出境，确立了龙云在雲南的支配地位。
龙云平定雲南後，胡瑛从前线指揮官的职位上引退。此後20年以上，胡瑛一直担任雲南省政府委員。此外，还历任国民政府参軍处参軍、雲南金融整理委員会委員長、制憲国民大会代表、行憲国民大会代表。抗日战争後的1945年（民国34年）10月，龙云在昆明被中央軍包围，随后被罢免雲南省政府主席职务，其中蒋介石委托胡瑛劝龙云投降，使事件和平解决。
1949年（民国38年）1月，胡瑛完全引退，隐居昆明郊外的温泉乡（今安寧市）。他拒绝了中华民国政府赴台湾的邀请，中華人民共和国成立後依然留在原地。
1961年4月3日。隠居的胡瑛病逝。享年71岁。